# بينوا باستين
بينوا باستين (بالفرنسية: Benoît Bastien)‏ هو حكم كرة قدم فرنسي، ولد في 17 أبريل 1983 في إبنال في فرنسا.

## وصلات خارجية
- بينوا باستين على موقع Soccerway.com (الإنجليزية)